# Departamento La Viña
La Viña es un departamento de la provincia de Salta en Argentina.

## Historia
El departamento La Viña de Guachipas fue creado por ley en 1858 durante el gobierno de Martín Güemes y Puch. En julio de 1878 el gobernador Juan Solá decretó el traslado de la cabecera departamental a la villa de Puerta de Díaz. Por ley N.º 461 del 23 de junio de 1892 el departamento La Viña de Guachipas fue dividido en dos nuevos departamentos: Guachipas y La Viña, siendo cabecera de este último la localidad de La Viña. Durante el segundo gobierno de Perón se llamó Departamento Eva Perón.

## Geografía
El departamento La Viña se encuentra al sur del valle de Lerma, con zonas montañosas por sus límites oeste y noreste. Sus coordenadas geográficas lo sitúan entre los 65° 10´ 12´´ y 65° 40´ 45´´ de longitud oeste y los 25° 17´ 40´´ y 25° 41´ 24´´ de latitud sur. Su superficie es de 2140 km², el 1,4% de la provincia.

### Hidrografía
El río más importante es el río Guachipas que en sus comienzos se lo llama río de Las Conchas, desemboca en el embalse Cabra Corral. En la salida del dique se forma el Juramento o Pasaje, con sus afluentes, El Tunal y los arroyos: Morales, Colorado, Piedra Blanca, Cebilar y de la Cruz. El dique Cabra Corral o embalse General Belgrano es uno de los más grandes del país.

## Localidades y parajes
- Coronel Moldes
- La Viña
- Ampascachi
- Talapampa
- Cabra Corral
- El Carmen
- Osma
- Veinte de Febrero
- Saladillo

## Demografía
Según el INDEC durante el censo argentino de 2010 la población del departamento fue de 7435 habitantes.
Para el censo 2022 el departamento registró 8900 habitantes. Esto representó un aumento en la cantidad de personas del 19,7%.

## Sismicidad
La sismicidad del área de Salta es frecuente y de intensidad baja, y un silencio sísmico de terremotos medios a graves cada 40 años.
- Sismo de 1930: aunque dicha actividad geológica catastrófica, ocurre desde épocas prehistóricas, el terremoto del 24 de diciembre de 1930 (94 años),[7] señaló un hito importante dentro de la historia de eventos sísmicos salteños, con 6,4 Richter. Pero nada cambió extremando cuidados y/o restringiendo códigos de construcción.[6]
- Sismo de 1948: el 25 de agosto de 1948 (76 años) con 7,0 Richter, el cual destruyó edificaciones y abrió numerosas grietas en inmensas zonas[7][6]
- Sismo de 2010: el 27 de febrero de 2010 (15 años) con 6,1 Richter